# Sabrina Setlur
Sabrina Setlur, née le 10 janvier 1974 à Francfort-sur-le-Main, aussi connue sous son ancien pseudonyme Schwester S., est une rappeuse allemande d'origine indienne. Avec plus de deux millions de disques vendus, elle est une des artistes féminines qui connaît le plus de succès dans le genre du rap allemand.

## Biographie

### Jeunesse
Sabrina Setlur est née comme fille d'immigrants indiens à Francfort-sur-le-Main, mais elle a vécu la majeure partie de sa jeunesse à Bad Soden am Taunus et à Schwalbach am Taunus. Au lycée, elle rencontre le futur fondateur du label 3p, Thomas Hofmann, qui la convainc à faire une apparition sur la reprise du morceau Nuthin' But a "G" Thang de Dr. Dre par la formation Rödelheim Hartreim Projekt. Sabrina Setlur a alors arrêté l'école et signé avec 3p.

### Carrière musicale

#### Années 1990
En 1995, Setlur a publié, sous le pseudonyme de Schwester S., un premier double single produit par Moses Pelham: Hier kommt die Schwester/Pass auf. Avec le single suivant, Ja klar, elle connaît un premier succès (#14 au Top50) et réalise la même année son premier album, S ist soweit, qui atteint la onzième place du classement des meilleures ventes d'albums. L'année suivante, elle remporte la récompense musicale "Echo" dans la catégorie "artiste féminine nationale" et obtient sa propre émission hip-hop sur la Radio Hr3.
Elle publie son second album, Die Neue S-Klasse, en 1997 pour la première fois sous son nom de naissance. Ce disque connaît un succès important et se vend à plus de 300.000 copies en quelques mois seulement, notamment à cause de l'extrait Du liebst mich nicht (#1 en Allemagne, #3 en Suisse et en Autriche). Setlur remporte à nouveau un "Echo" la catégorie "artiste féminine nationale", ainsi qu'une autre récompense musicale, un "Comet". Trois autres extraits de son album connaissent des succès: Glaubst Du mir?, Nur mir et Folge dem Stern.
En 1999, elle fait une apparition sur le single Bring my family back du groupe Faithless et publie son troisième Album Aus der Sicht und mit den Worten von... Ce disque réussit à atteindre la troisième position du classement des ventes et lui fait remporter un troisième "Echo". L'année suivante, elle collabore avec Xavier Naidoo sur la chanson Alles, la bande originale du film  Anatomie.

#### Années 2000
Au début de l'année 2001, Setlur attire l'attention de la presse people par sa liaison avec l'ancien joueur de tennis allemand, Boris Becker. Bien que le couple se sépare peu de temps après, la rappeuse reste au centre de l'attention par des rumeurs de drogues et d'anorexie. En 2003, elle est condamnée pour conduite en état d'ivresse. Son album Sabs, publié en novembre 2003 réussit à se placer à la onzième place des charts et quatre chansons sont extraites de cet opus: Ich bin so, Liebe, Baby et Mein Herz. En même temps, Setlur participe avec sa chanson Liebe aux préliminaires allemandes du Concours Eurovision de la chanson 2004 et elle devient membre du jury de l'émission de télé-réalité Popstars. Son best of 10 Jahre est publié en 2005.
Un nouveau single, Popstars, paraît le 3 août 2007, suivi de Rot, son sixième album, le 24 août. Un second extrait, I Think I Like It, réalisé en version allemande, française et anglaise, est publié le 9 novembre, mais ni l'album, ni les singles connaissent le succès escompté. Une tournée, annoncée pour février et mars 2008, n'a pas eu lieu.
En été 2009, elle participe à une émission de télé réalité sur la chaîne allemande Sat.1, Promi-Singles - Traumfrau sucht Mann, dans laquelle elle cherche l'homme de sa vie. À cause d'un taux d'audience décevant, l'émission n'a pas été entièrement diffusée.

#### Années 2020
En 2020 elle participe à la 13e saison de Let's Dance, la version allemande de Danse avec les stars.

## Discographie

### Albums
| Année | Album                                    | Classement des ventes | Classement des ventes | Classement des ventes | Certification (Allemagne) |
| Année | Album                                    | Allemagne             | Autriche              | Suisse                | Certification (Allemagne) |
| ----- | ---------------------------------------- | --------------------- | --------------------- | --------------------- | ------------------------- |
| 1995  | S ist soweit                             | 11                    | -                     | -                     | -                         |
| 1997  | Die neue S-Klasse                        | 10                    | 19                    | 19                    | Or                        |
| 1999  | Aus der Sicht und mit den Worten von ... | 3                     | 29                    | 26                    | Or                        |
| 2009  | Sabs                                     | 11                    | 65                    | 74                    | -                         |
| 2009  | 10 Jahre (Best of 1995 to 2004)          | 61                    | -                     | -                     | -                         |
| 2009  | Rot                                      | 32                    |                       | 100                   | -                         |

### Singles
| Année | Single                                                    | Classement des ventes | Classement des ventes | Classement des ventes | Certification (Allemagne) | Album                                    |
| Année | Single                                                    | Allemagne             | Autriche              | Suisse                | Certification (Allemagne) | Album                                    |
| ----- | --------------------------------------------------------- | --------------------- | --------------------- | --------------------- | ------------------------- | ---------------------------------------- |
| 1995  | Hier kommt die Schwester / Pass auf                       | -                     | -                     | -                     | -                         | S ist soweit                             |
| 1995  | Ja klar (featuring Rödelheim Hartreim Projekt)            | 14                    | -                     | -                     | -                         | S ist soweit                             |
| 1997  | Du liebst mich nicht                                      | 1                     | 3                     | 3                     | Or                        | Die neue S-Klasse                        |
| 1997  | Glaubst du mir?                                           | 17                    | -                     | 31                    | -                         | Die neue S-Klasse                        |
| 1997  | Nur mir                                                   | 27                    | -                     | -                     | -                         | Die neue S-Klasse                        |
| 1997  | Freisein (Sabrina Setlur introducing Xavier Naidoo)       | 23                    | -                     | -                     | -                         | Die neue S-Klasse                        |
| 1998  | Licence 2 Kill (avec 3p)                                  | 21                    | -                     | -                     | -                         | 3p: Revolution / Evolution (VÖ 2000)     |
| 1998  | Folge dem Stern (featuring Illmatic & Bruda Sven)         | 99                    | -                     | -                     | -                         | Die neue S-Klasse                        |
| 1999  | Bring My Family Back (Faithless featuring Sabrina Setlur) | 48                    | -                     | 39                    | -                         | Sunday 8PM / Saturday 3AM                |
| 1999  | Ich leb' für Dich                                         | 27                    | -                     | 43                    | -                         | Aus der Sicht und mit den Worten von ... |
| 1999  | Hija (featuring Cora E. & Brixx)                          | 35                    | -                     | -                     | -                         | Aus der Sicht und mit den Worten von ... |
| 2000  | Letzte Bitte                                              | 81                    | -                     | -                     | -                         | Aus der Sicht und mit den Worten von ... |
| 2000  | Alles (featuring Xavier Naidoo)                           | 16                    | -                     | 86                    | -                         | Anatomie (BOF)                           |
| 2001  | Keine ist                                                 | 54                    | -                     | -                     | -                         | POP 2000 Collection                      |
| 2003  | Ich bin so                                                | 23                    | 63                    | 89                    | -                         | Sabs                                     |
| 2003  | Liebe (featuring Glashaus & Franziska)                    | 52                    | -                     | -                     | -                         | Sabs                                     |
| 2004  | Baby                                                      | 22                    | -                     | -                     | -                         | Sabs                                     |
| 2005  | Mein Herz                                                 | 65                    | -                     | -                     | -                         | Sabs / 10 Jahre (Best of 1995 to 2004)   |
| 2007  | Lauta                                                     | 25                    | -                     | -                     | -                         | Rot                                      |
| 2007  | I Think I Like It                                         | 85                    | -                     | -                     | -                         | Rot                                      |